# HMS Illustrious (R06)
El HMS Illustrious (R06) fue un portaaviones ligero STOVL de la Marina Real británica y segundo buque de la clase Invincible que completaban otros dos gemelos: el HMS Invincible y el HMS Ark Royal. Fue el buque insignia de la Armada Británica, tras el pase a la reserva el 4 de agosto de 2005 del HMS Invincible.
El portaaviones podía llevar a bordo cazabombarderos Sea Harrier FA.2 y Harrier GR.7, así como helicópteros Sea King ASaC y Merlin HM Mk.1.

## Principales tareas del buque

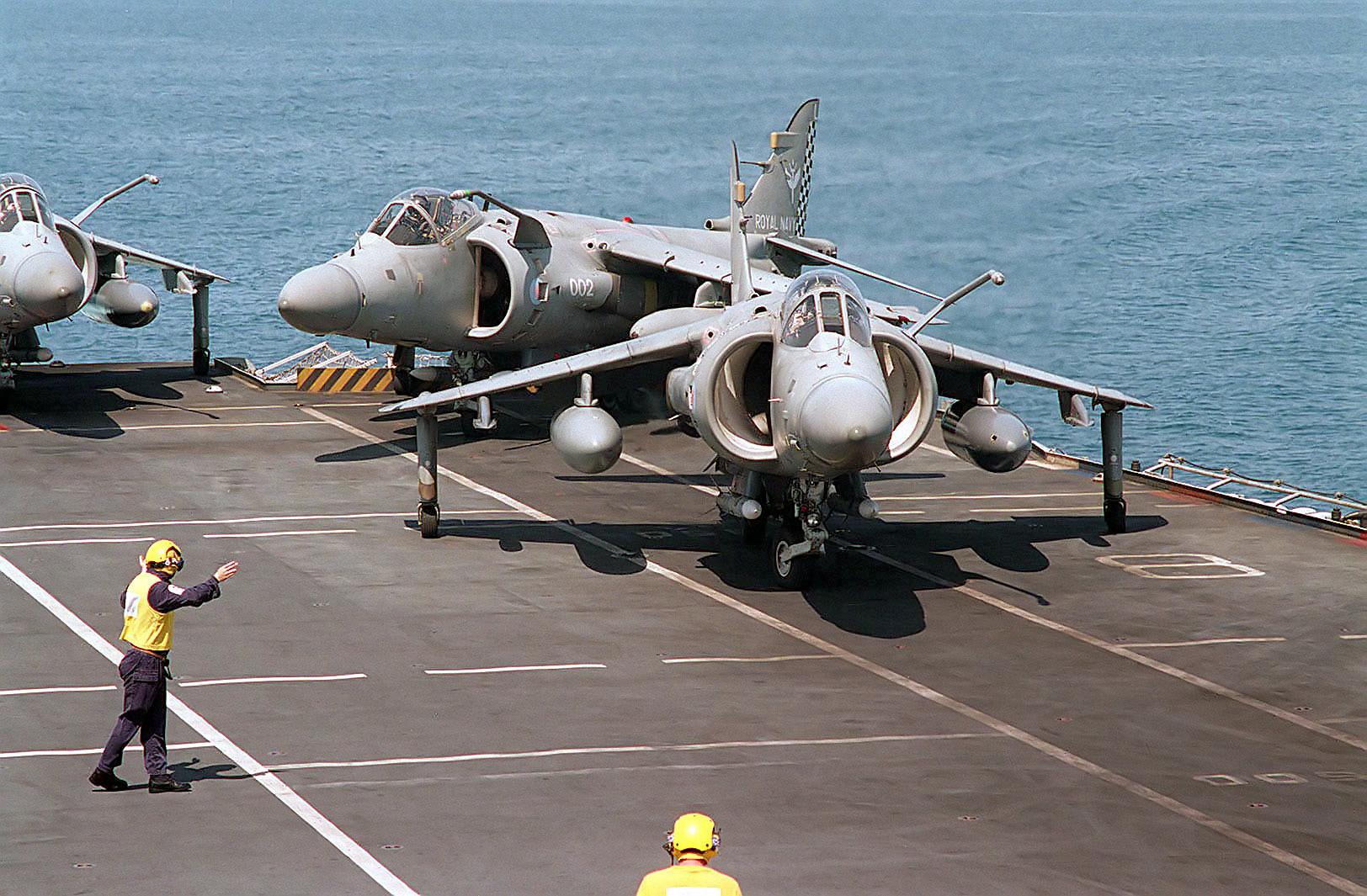
Sea Harrier FA.2 en el Golfo Pérsico a bordo del HMS Illustrious (R06).

1. Operaciones desde el Mar. Operaciones para atacar objetivos en tierra desde el mar, sin necesidad de una base en tierra, utilizando aviones y helicópteros.
2. Maniobras litorales (LitM). Operaciones anfibias desde el buque para ayuda humanitaria puede ser llevada a cabo, similar a las operaciones de los buques HMS Ocean, aunque los CVS no suelen llevar a cabo estos operativos, en tiempos de necesidad puede ser llevada a cabo.
3. Comando y Control. Puede llevar a cabo tareas de control desde su puente de mando.

## Anécdotas
A las 11 de la noche del 6 de junio de 1983, uno de sus Sea Harrier FRS1/FA2 -ZA176, pilotado por el subteniente Ian Watson, debido a una avería en sus equipos de navegación y radio, no consiguió retornar a su portaaviones y se empezó a quedar sin combustible por lo que se vio obligado a hacer un apontaje de emergencia en la cubierta del buque de carga general de bandera española, el Alraigo, cuando navegaba a unas 120 millas náuticas al sudoeste de Oporto (Portugal).

### Buques de la clase
- HMS Invincible
- HMS Ark Royal

### Buques similares
- Príncipe de Asturias (R-11)
- Giuseppe Garibaldi (C 551)
- HTMS Chakri Naruebet

### Listas relacionadas
Portaaviones por país